# Долно-Кобиле
Долно-Кобиле (болг. Долно Кобиле) — село в Болгарии. Находится в Кюстендилской области, входит в общину Трекляно. Население составляет 26 человек.

## Политическая ситуация
Долно-Кобиле подчиняется непосредственно общине и не имеет своего кмета.
Кмет (мэр) общины Трекляно — Камен Стойнев Арсов (Болгарская социалистическая партия (БСП)) по результатам выборов.